# Фахрутдинова, Татьяна Рудольфовна
Татьяна Рудольфовна Фахрутдинова (род. 20 декабря 1969, Москва) — российская фехтовальщица, чемпионка России (1993), чемпионка Европы (2003), чемпионка мира (2001), по фехтованию на шпагах. Заслуженный мастер спорта России (2002). Тренер высшей категории (2010).

## Биография
Татьяна Фахрутдинова родилась 20 декабря 1969 года в Москве. В возрасте 11 лет начала заниматься фехтованием на рапирах у Александры Забелиной. В 1989 году сменила оружие на шпагу и продолжила тренироваться под руководством Валентина Вдовиченко.
В 1993 году победила на чемпионате России в личном зачёте и стала привлекаться в состав сборной страны. Наиболее значимых успехов на международном уровне добивалась в 2001 году, когда выиграла серебряные медали чемпионата Европы в Кобленце как в личном так и командном зачёте, а также завоевала золотую медаль чемпионата мира в Ниме в командных соревнованиях. В 2003 году на чемпионате Европы в Бурже она стала чемпионкой в командном турнире.
В 2004 году завершила свою спортивную карьеру. В дальнейшем занялась тренерской деятельностью в фехтовальном клубе «Динамо-Москва» и спортивной школе олимпийского резерва «Юность Москвы». Среди её учениц чемпионка Европы и призёр чемпионата мира среди юниоров Дарья Филина. С 2007 года также является тренером-консультантом двукратной чемпионки мира Яны Зверевой.

## Образование
В 1990 году окончила Государственный центральный ордена Ленина институт физической культуры (ГЦОЛИФК).